# Sanford Stadium
 (mars 2025).
Si vous disposez d'ouvrages ou d'articles de référence ou si vous connaissez des sites web de qualité traitant du thème abordé ici, merci de compléter l'article en donnant les références utiles à sa vérifiabilité et en les liant à la section « Notes et références ».
Le Sanford Stadium est un stade de football américain situé sur le campus de l'Université de Géorgie à Athens en Géorgie. C'est l'enceinte utilisée par les Georgia Bulldogs. Ce stade qui offre une capacité de 93 033 places est la propriété de l'Université de Géorgie.
Le nom du stade honore le Dr. Steadman Vincent Sanford (1871-1945) qui fut l'une des figures de l'Université de Géorgie de 1903 à 1935.
D'une capacité de 30 000 places à son inauguration en 1929, le stade est agrandi en 1949 (36 000), 1964 (43 621), 1967 (59 000), 1981 (82 122), 1991 (85 434), 2000 (86 520) et 2004 (92 746). Le stade est équipé d'éclairage pour les matchs en nocturne depuis 1940. Le premier match joué sous la lumière des projecteurs fut le match Georgia-Kentucky du 26 octobre 1940.
Outre le football américain, le Sanford Stadium a accueilli des matchs du tournoi olympique de football lors des Jeux olympiques d'été de 1996.